# 水瓶座女孩
水瓶座女孩（英語：What a Girl Wants）為2003年美國電影，由亞曼達·拜恩斯、柯林·佛斯、凱莉·普林斯頓以及奥立弗·詹姆斯等合演。導演為Dennie Gordon，該電影改編自William Douglas-Home1955年的戲劇作品。 本部電影為第二度改編作品。

## 劇情大要
黛芬妮雷諾（Daphne Reynolds）（亞曼達·拜恩斯飾演）為一名過著無憂無慮的美國少女，與母親莉比（Libby）（凱莉·普林斯頓飾演）相依為命住在紐約唐人街的中國餐廳五樓，她從未見過她的親生父親，英國的亨利爵士（Henry）。
一日，戴芬妮決定跑去英國尋找她的親生父親亨利代許伍德爵士（Lord Henry Dashwood）（柯林·佛斯）,在黛芬妮抵達英國的第一日，她在當地的青年旅館認識了一名英國青年伊恩（Ian），並同時在電視上看到她的父親亨利決定放棄上議院的世襲議員席次，決定自行出來參選國會議員，並擁有一位未婚妻葛琳（Glynnis），以及葛琳的女兒克萊莎（Clarissa）。黛芬妮便告訴伊恩亨利爵士是她的親生父親。
過不久，黛芬妮便前往亨利爵士的官邸與亨利見面，並認識亨利的母親，喬絲琳伯爵夫人（Lady Jocelyn）。亨利一開始很驚訝，但與莉比談過之後，便答應讓黛芬妮與他短暫住在英國一陣子。
由於亨利要競選議員，因此多出的私生女成為媒體的焦點，在經過一陣子的磨合之後，亨利決定替黛芬妮舉辦一個成人舞會。
在成人舞會中，黛芬妮得知是葛琳的父親，也是亨利的競選最大支持者艾利泰爾（Alistair）當年令亨利與莉比分手，因此黛芬妮拆穿了葛琳父女的陰謀，並讓亨利與莉比重新在一起。
最後，黛芬妮搬到英國，並就讀牛津大學，與伊恩在一起交往，而亨利與莉比也正式結婚，每個人都有美好結局。

## 角色與演員
| 演員            | 角色                                                                | 介紹                           |
| 亞曼達·拜恩斯   | 黛芬妮 Lady Daphne Reynolds-Dashwood                                | 女主角，美國高中少女           |
| 柯林·佛斯       | 亨利爵士 Lord Henry Dashwood, Earl of Wycombe                       | 英國人，黛芬妮的親生父親       |
| Oliver James    | 伊恩 Ian Wallace                                                    | 英國少年                       |
| 凱莉·普林斯頓   | 莉比 Lady Elizabeth "Libby" Reynolds-Dashwood , Countess of Wycombe | 黛芬妮的母親                   |
| Eileen Atkins   | 喬絲琳伯爵夫人 Lady Jocelyn Dashwood , Dowager Countess of Wycombe  | 亨利的母親                     |
| Anna Chancellor | 葛琳‧潘恩 Glynnis Payne                                             | 亨利的女友                     |
| Jonathan Pryce  | 艾利泰爾‧潘恩 Alistair Payne                                        | 葛琳的父親，亨利的競選支持者。 |
| Christina Cole  | 克萊莎‧潘恩 Clarissa Payne                                          | 葛琳的女兒。                   |
| Sylvia Syms     | 夏綠蒂公主 Princess Charlotte                                       | 女王的妹妹。                   |
| Tara Summers    | Noelle                                                              | 貴族女子。                     |
| Ben Scholfield  | Armistead Stuart                                                    |                                |
| Cassie Powney   | 蜜桃奧伍 Peach Orwood                                               | 與水梨奧伍是雙胞胎姊妹。       |
| Connie Powney   | 水梨奧伍 Pear Orwood                                                | 與蜜桃奧伍是雙胞胎姊妹。       |
| Peter Hugo      | 查爾斯王子                                                          |                                |
| Matthew Turpin  | 威廉王子                                                            |                                |
| Elliot Gibson   | 哈里王子                                                            |                                |

## 發行

### 評論
本部電影收到各種負面評論，在爛番茄中104個評論中，獲得35%的評分。 在 Metacritic中，本電影獲得41分(滿分100分)。
舊金山紀事報評論本電影為「糟糕的青少年電影」(dreadful teen comedy)。 The Village Voice 評論本電影為「一部缺少冒險成分的歐森姊妹電影」(a sanitized adventure for the Mary Kate-and-Ashley set)。

### 票房
儘管有不少負面評論，本電影的票房還是相當成功。在首周，本電影在美國與加拿大的2964間電影院共獲得11,434,964美金票房，並名列第二名，僅次於絕命鈴聲(1500萬美金)。最終，本電影共獲得$36,105,433元美金的北美票房以及 $14,626,706元美金國際票房，共為$50,732,139元美金。

### 宣傳
在正式於美國發行前，原本的宣傳海報上，亞曼達比了一個YA的手勢，但最後華納兄弟將其撤銷，根據華納兄弟的發言人解釋「在戰爭時期，我們在任何非政治系的電影上避免任何潛在的政治聲明」

## 備註
1. ↑  First line of closing credits: based on the play "The Reluctant Debutante" by WILLIAM DOUGLAS HOME (sic)
2. ↑  .   [July 25, 2011]. （原始内容存档于2014-11-11）.
3. ↑  Guthman, Edward. . San Francisco Chronicle. April 4, 2003  [July 25, 2011].
4. ↑  Kamenetz, Anya. . The Village Voice. April 8, 2003  [July 25, 2011]. （原始内容存档于2012-10-22）.
5. ↑  . Box Office Mojo.   [2013-03-16]. （原始内容存档于2013-05-11）.

## 外部連結
- 互联网电影数据库（IMDb）上《What a Girl Wants》的资料（英文）
- 爛番茄上《What a Girl Wants》的資料（英文）
- Box Office Mojo上《水瓶座女孩》的資料（英文）
- Metacritic上《水瓶座女孩》的資料（英文）
- AllMovie上《水瓶座女孩》的资料（英文）
- 開眼電影網上《水瓶座女孩》的資料（繁體中文）
- 时光网上《水瓶座女孩》的資料（简体中文）
- 豆瓣电影上《水瓶座女孩》的資料 （简体中文）